# Hermann Garrn
Hermann Garrn, eigentlich Hermann August Henry Ehlers (* 11. März 1888 in Hamburg; † 27. März 1964 ebenda), auch „Etsche“ gerufen, war ein deutscher Fußballspieler.

## Karriere

### Vereine
Garrn gehörte von 1904 bis 1925 als Stürmer zunächst dem FC Victoria von 1895, nach Umbenennung am 10. Juni 1908, dem SC Victoria von 1895 an, für den er in den vom Hamburg-Altonaer Fußball-Bund organisierten Meisterschaften in der regional höchsten Spielklasse, der A-Klasse, Punktspiele betritt und 1905 bis 1909 und 1913 als Meister aus dieser hervorgegangen war. Infolgedessen bestritt er in den vom Norddeutschen Fußball-Verband ausgetragenen Norddeutschen Meisterschaften die Spielzeiten 1905/06, 1906/07, 1907/08, 1912/13 und zuletzt in der auf Antrag von Holstein Kiel erstmals ausgetragenen Verbandsliga. Aufgrund der Erfolge der Jahre 1905 bis 1907 nahm er mit dem Verein folgerichtig auch an den sich jeweils anschließenden Endrunden um die Deutsche Meisterschaft teil. Er bestritt das am 28. Mai 1905 gegen den Dresdner SC mit 3:5 verlorene Viertelfinale, in dem er mit dem Treffer zum 1:0 in der vierten Minute sein erstes Tor erzielte und auch das am 29. April 1906 verlorene Viertelfinale mit 1:3 gegen den BTuFC Union 1892. Gegen letztgenannten Verein verlor er im Folgejahr mit 1:4 im Halbfinale, nachdem zuvor im Viertelfinale der Düsseldorfer SC 99 mit 8:1 besiegt worden war, in dem ihm zwei Tore gelangen.

### Auswahl-/Nationalmannschaft
Als Spieler der Auswahlmannschaft des Norddeutschen Fußball-Verbandes nahm er am Wettbewerb um den Kronprinzenpokal teil. Nach Siegen im Viertel- und Halbfinale gewann er das am 25. Mai 1911 in Berlin ausgetragene Finale gegen die Auswahlmannschaft des Verbandes Süddeutscher Fußball-Vereine mit 4:2 n. V.
Garrn bestritt zwei Länderspiele für die A-Nationalmannschaft, wobei er am 17. Juni 1908 in Wien bei der 2:3-Niederlage gegen die Nationalmannschaft Österreichs debütierte; sein letztes Länderspiel bestritt er am 13. März 1909 in Oxford bei der 0:9-Niederlage gegen die Amateurnationalmannschaft Englands.

## Erfolge
- Kronprinzenpokal-Sieger 1911
- Norddeutscher Meister 1906, 1907, 1919
- Meister von Hamburg und Altona 1905, 1906, 1907, 1908, 1909, 1913, 1920